# Anny Cazenave
Pour les articles homonymes, voir Cazenave.
 (janvier 2017).
Anny Cazenave, née Boistay le 3 mars 1944, à Draveil, est une scientifique française, spécialisée en géodésie et océanographie spatiale. Ses thématiques de recherches portent sur l'utilisation des techniques spatiales en sciences de la Terre.
Chercheuse au Laboratoire d'études en géophysique et océanographie spatiales à Toulouse, elle a été élue à l’Académie des sciences en 2004 section sciences de l'Univers. Elle a été l'un des auteurs principaux du chapitre « Élévation du niveau de la mer » du cinquième rapport d'évaluation du GIEC.
Elle a présidé le conseil scientifique de Météo-France et celui de l'Agence de l'eau et du Comité de Bassin Adour-Garonne. Elle est actuellement membre du conseil scientifique du programme mondial de recherches sur le climat.

## Formation, statut et domaines
Née de parents commerçants, elle ne se destine pas aux sciences mais un professeur de mathématiques en terminale lui donne la révélation.
Titulaire d’un doctorat de troisième cycle en astronomie fondamentale (Paris, 1969) et d'un doctorat d'État en géophysique (Toulouse, 1975), Anny Cazenave est ingénieur émérite du Centre national d'études spatiales (CNES). À l'Observatoire Midi-Pyrénées, elle est chercheuse au Laboratoire d'études en géophysique et océanographie spatiales (Legos), unité de recherche qui relève de plusieurs organismes (CNES-CNRS-IRD Université Paul Sabatier). Elle est depuis 2013 directrice pour les sciences de la Terre à l'International Space Sciences Institute (ISSI) à Berne en Suisse.
Les recherches d’Anny Cazenave appartiennent aux domaines de la géodésie, de la géophysique, de l’océanographie et de l’hydrologie. Depuis les années 1970 le CNES et le Centre national de la recherche scientifique (CNRS) ont voulu rapprocher la recherche spatiale et la recherche non spatiale afin de mutualiser les apports de l’une et de l’autre. C’est ainsi que les travaux d’Anny Cazenave en sciences de la planète utilisent les techniques spatiales : par exemple l’altimétrie spatiale intervient dans l’étude du changement climatique, grâce à la mesure l’évolution du niveau de la mer ; le changement global, les transferts de matière entre océans, entre continents, font également appel à la géodésie spatiale ; ou encore, pour étudier le cycle de l’eau et l’hydrologie des continents, plusieurs techniques spatiales sont précieuses, telles l' altimétrie et la gravimétrie[réf. nécessaire].
Anny Cazenave participe activement en 2023 aux activités du pôle d'études climatiques de la société Magellium à Ramonville-Saint-Agne[réf. nécessaire].

## Rayonnement institutionnel et international
Anny Cazenave a fait partie récemment de plusieurs instances, parmi lesquelles : le conseil d'administration du CNRS, le conseil scientifique de Météo-France (qu'elle a présidé), celui de l’Agence de l'eau et du Comité de Bassin Adour-Garonne (qu'elle préside), mais aussi le conseil scientifique de l'Institut océanographique de Monaco, et des chaires « Blaise Pascal » de la région Ile-de-France.
Elle a été, au sein du groupe de travail no I, l'un des auteurs principaux du chapitre « Élévation du niveau de la mer » du 5e rapport du GIEC (2010-2013). Elle a été membre du NASA Earth Sciences Program Assessment, NRC (National Research Council, The National Academies) (2011-2012).

## Distinctions
- Prix Doisteau-Blutet de l'Académie des sciences (1979)
- Médaille de bronze du CNRS (1980)
- Chevalière de l'ordre national du Mérite (1981)
- Prix Doisteau-Blutet de l'Académie des sciences (1990)
- Prix Kodak-Pathé-Landucci de l'Académie des sciences (1996)
- Membre de l'Union américaine de géophysique (1996)
- Officière de l'ordre national du Mérite (1997)
- Médaille Vening Meinesz de l'European Geophysical Society (1999)
- Chevalière de la Légion d'honneur (2000)
- Médaille Arthur Holmes de l’European Geosciences Union (2005)
- Commandeure de l'ordre national du Mérite (2007)
- Prix Manley Bendall, Médaille Albert Ier de Monaco, de l’Institut océanographique (2008)
- Prix Émile-Girardeau de l'Académie de Marine (2010)
- Officière de la Légion d'honneur (2010)[9]
- Médaille William-Bowie de l'Union américaine de géophysique (2012)
- Grande officière de l'ordre national du Mérite (2014)[1]
- Prix Georges-Lemaître de l'Université catholique de Louvain (2015)
- Commandeure de la Légion d'honneur (14 juillet 2018)[10], officier en 2008, chevalier en 2000[11]
- Prix Vetlesen (2020)[12]

## Académies
Anny Cazenave est membre des institutions suivantes :
- Académie des sciences, depuis 2004, section sciences de l'Univers, après en avoir été membre correspondant dès 1994
- Académie nationale des sciences des États-Unis depuis 2008, au titre de membre étranger
- Indian National Science Academy (Allahabad) depuis 2008, au titre de membre étranger
- Academia Europaea depuis 1990
- Académie de l'air et de l'espace depuis 1986
- Membre titulaire du Bureau des longitudes depuis mars 2014

### Sources à lier
- « Le Cnes annonce l’entrée d’Anny Cazenave à l’Académie des sciences », sur CNES
- Site de L'Académie des sciences : biographie et bibliographie complète 2011 d’A. Cazenave